# Pinus occidentalis
Pinus occidentalis är en tallväxtart som beskrevs av Olof Swartz. Pinus occidentalis ingår i släktet tallar, och familjen tallväxter. IUCN kategoriserar arten globalt som nära hotad. Inga underarter finns listade i Catalogue of Life.

## Bildgalleri

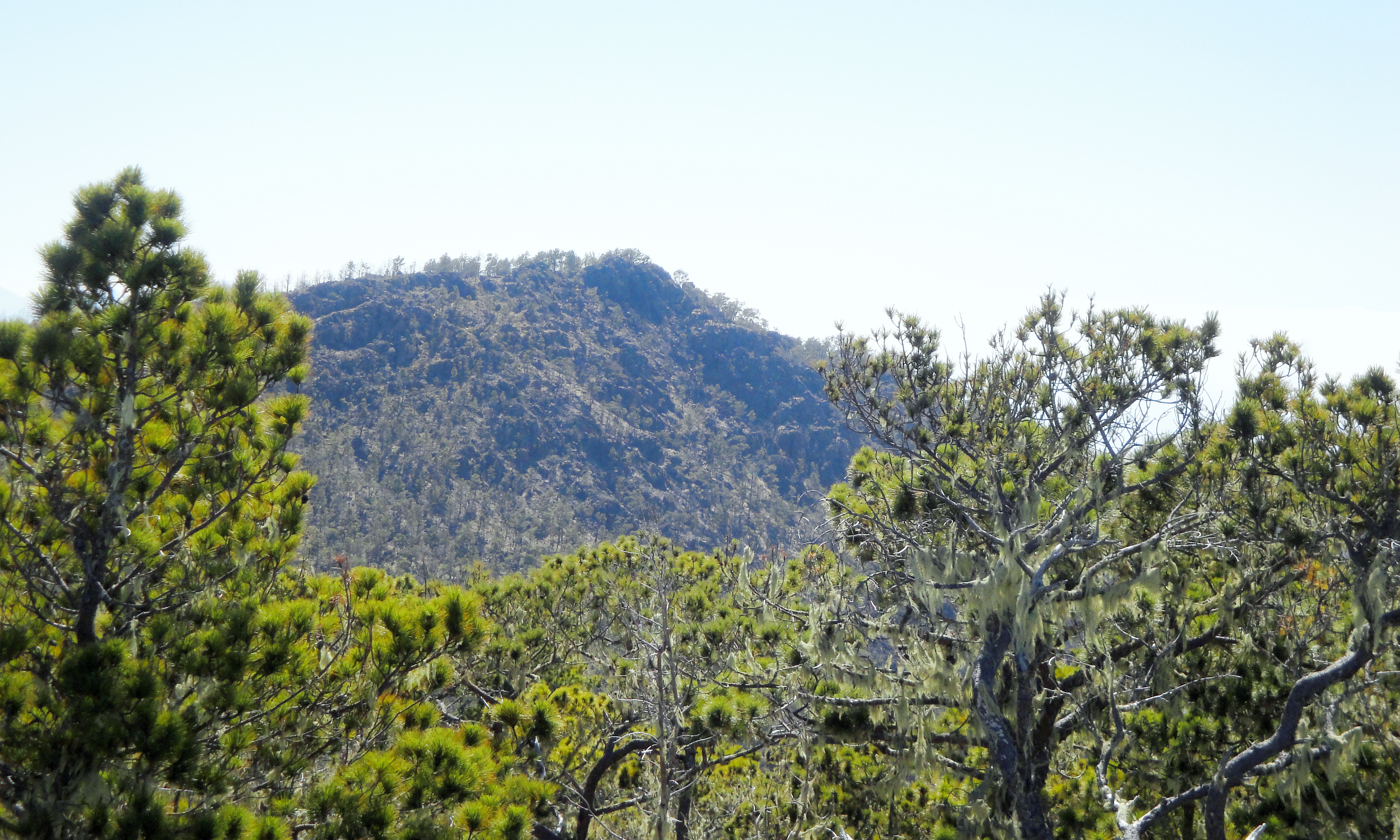
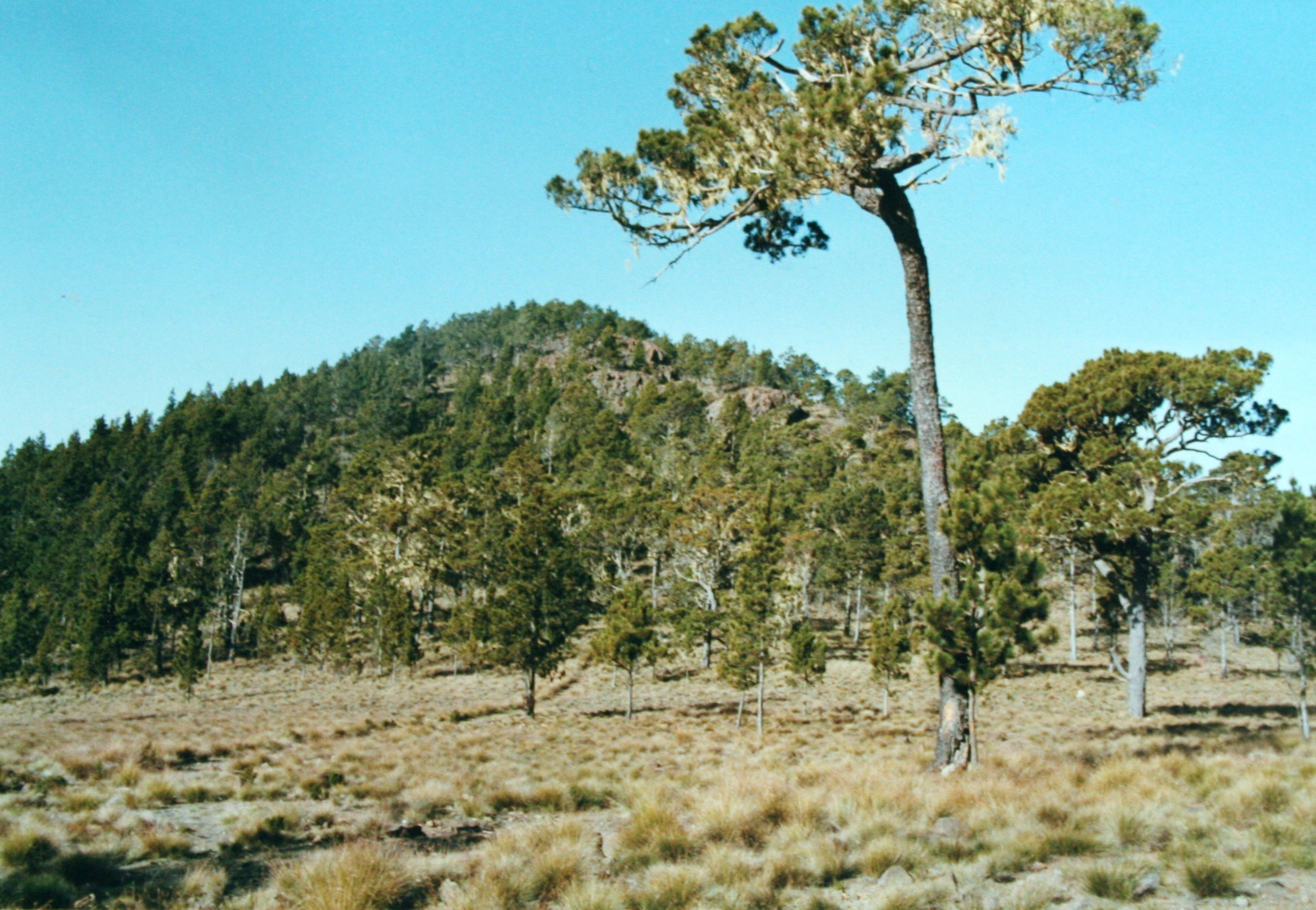
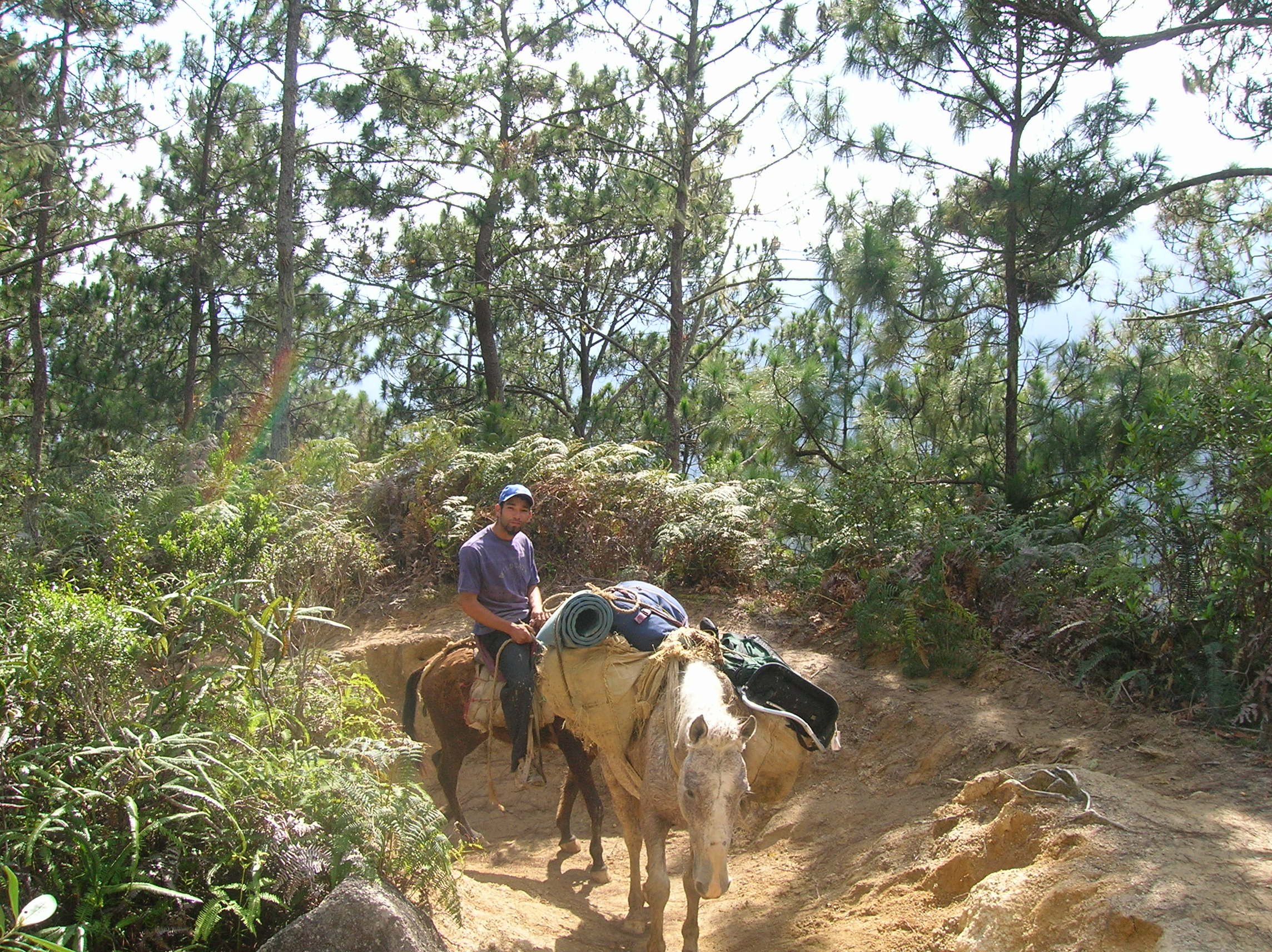